# Liu Peng
Liu Peng (chiń. 刘鹏; ur. 1951 w Chongqing) – chiński działacz sportowy. Ukończył studia na Uniwersytecie w Chongqing, z wykształcenia inżynier mechaniki ciał stałych.
Związany z ruchem komunistycznym, członek KPCh od 1979 roku, w latach 1993-1997 był przewodniczącym Ogólnochińskiego Związku Młodzieży, a w latach 2002-2005 wicesekretarzem Komitetu Prowincjalnego Komunistycznej Partii Chin prowincji Syczuan. Po igrzyskach olimpijskich w Atenach (2004) przejął kierownictwo sportu chińskiego od Yuana Weimina – w grudniu 2004 roku został przewodniczącym Państwowej Administracji Sportu ChRL, a w lutym 2005 prezydentem Chińskiego Komitetu Olimpijskiego.
Od 2007 roku członek Komitetu Centralnego KPCh.